# NGC 1509
NGC 1509 je galaksija u zviježđu Eridanu.

## Vanjske poveznice
- SEDS: NGC 1509